# Pipistrellus abramus
Pipistrellus abramus é uma espécie de morcego da família Vespertilionidae. Pode ser encontrada no Japão, Coreia, China, Taiwan, Vietnã, Laos e Mianmar, e possivelmente na parte oriental da Rússia.